# Bowers
Bowers és un poble dels Estats Units a l'estat de Delaware. Segons el cens del 2000 tenia 305 habitants.

## Demografia
Segons el cens del 2000, Bowers tenia 305 habitants, 138 habitatges, i 81 famílies. La densitat de població era de 406,1 habitants per km².
Dels 138 habitatges en un 21,7% hi vivien nens de menys de 18 anys, en un 44,9% hi vivien parelles casades, en un 11,6% dones solteres, i en un 41,3% no eren unitats familiars. En el 29% dels habitatges hi vivien persones soles el 13% de les quals corresponia a persones de 65 anys o més que vivien soles. El nombre mitjà de persones vivint en cada habitatge era de 2,21 i el nombre mitjà de persones que vivien en cada família era de 2,74.
Per edats la població es repartia de la següent manera: un 20,7% tenia menys de 18 anys, un 7,5% entre 18 i 24, un 31,8% entre 25 i 44, un 23,3% de 45 a 60 i un 16,7% 65 anys o més.
L'edat mediana era de 39 anys. Per cada 100 dones de 18 o més anys hi havia 89,1 homes.
La renda mediana per habitatge era de 37.031 $ i la renda mediana per família de 45.625 $. Els homes tenien una renda mediana de 29.500 $ mentre que les dones 23.594 $. La renda per capita de la població era de 21.404 $. Aproximadament el 10,6% de les famílies i el 12% de la població estaven per davall del llindar de pobresa.

## Poblacions més properes
El següent diagrama mostra les poblacions més properes.